# Digitální holografická mikroskopie
Digitální holografická mikroskopie (DHM, anglicky Digital Holographic Microscopy) aplikuje metodu digitální holografie na mikroskopii. Je často využívána v buněčné biologii, neboť umožňuje neinvazivní vizualizaci a kvantifikaci neznačených (tzv. label-free) živých buněk.

## Definice
Digitální holografická mikroskopie (DHM) aplikuje metodu digitální holografie, tj. pořízení digitálního záznamu a numerickou rekonstrukci hologramů, na mikroskopii. Digitální holografická mikroskopie se vyznačuje tím, že nereprodukuje obraz sledovaného objektu, ale vytváří digitální hologram ze světelných paprsků, které vzorkem prošly (v případě transmisní digitální holografické mikroskopie), nebo jím byly odraženy (při reflexní digitální holografické mikroskopii).

## Historie

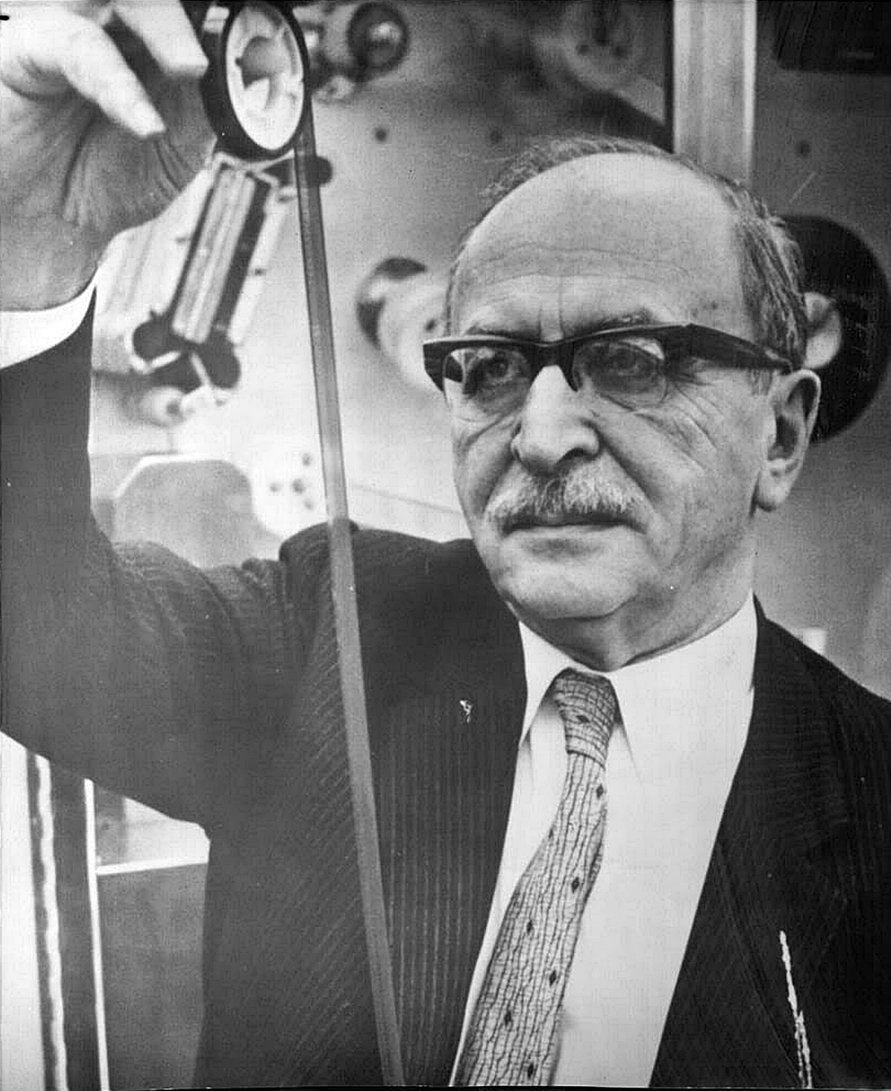
Dennis Gabor

### Holografie
Podrobnější informace naleznete v článku Holografie.
Holografii objevil v roce 1948 maďarsko-britský vědec Dennis Gabor, když pracoval na zdokonalení elektronového mikroskopu. Gaborovi byla za tento objev v roce 1971 udělena Nobelova cena za fyziku. K rozvoji holografie však došlo až s vynálezem laseru, intenzivního bodového zdroje koherentního světla. Průkopníky holografických metod byli ruský vědec Y. Denisyuk a dvojice amerických vědců E. Leith a J. Upatnieks.

### Digitální holografie
Vznik digitální holografie byl umožněn vynálezem počítačů. Digitální holografie, tj. tvorba hologramu z 3D objektu pomocí počítače, se zpočátku neodlišovala od počítačem generované holografie, tj. generování hologramu počítačem. První digitální hologramy vznikaly koncem 60. let a začátkem 70. let 20. století. V roce 1966 vytvořili B. R. Brown and A. W. Lohmann první počítačově generovaný hologram. O rok později, v roce 1967, zhotovili J. W. Goodman and R. W. Lawrence digitální obraz z hologramu. Pojem digitální holografie byl poprvé použit T. S. Huangem v roce 1971.

### Digitální holografická mikroskopie
První digitální holografické mikroskopy navrhli v 90. letech 20. století nezávisle na sobě E. Cuche a I. Yamaguchi. Potřebné technické vybavení však dosáhlo kvality nutné k vytvoření kvalitního obrazu až počátkem 21. století. První patentovaný digitální holografický mikroskop byl sestrojen švýcarským týmem ve složení P. Marquet, C. Depeursinge , P. J. Magistretti a E. Cuche v roce 2004.

## Typy digitální holografické mikroskopie

### Transmisní digitální holografická mikroskopie
Transmisní digitální holografická mikroskopie využívá principů transmisní holografie. Hologram vzniká na základě průchodu světla vzorkem. Tato metoda je vhodná pro pozorování transparentních vzorků, jako jsou živé buňky.

### Reflexní digitální holografická mikroskopie
Reflexní digitální holografická mikroskopie je založena na metodě reflexní holografie. Hologram vzniká díky odrazu světla od vzorku. Tento přístup se využívá pro mapování povrchů vzorků.

### Další typy
Byla vytvořena celá řada metod, technik a přístupů, jimiž lze digitální holografickou mikroskopii obohatit. Existuje celá řada konfigurací např. off-axis Fresnelova holografie, Fourierova holografie, in-line holografie, Gaborova holografie, image plane holografie či holografie s fázovým posunem.

## Princip

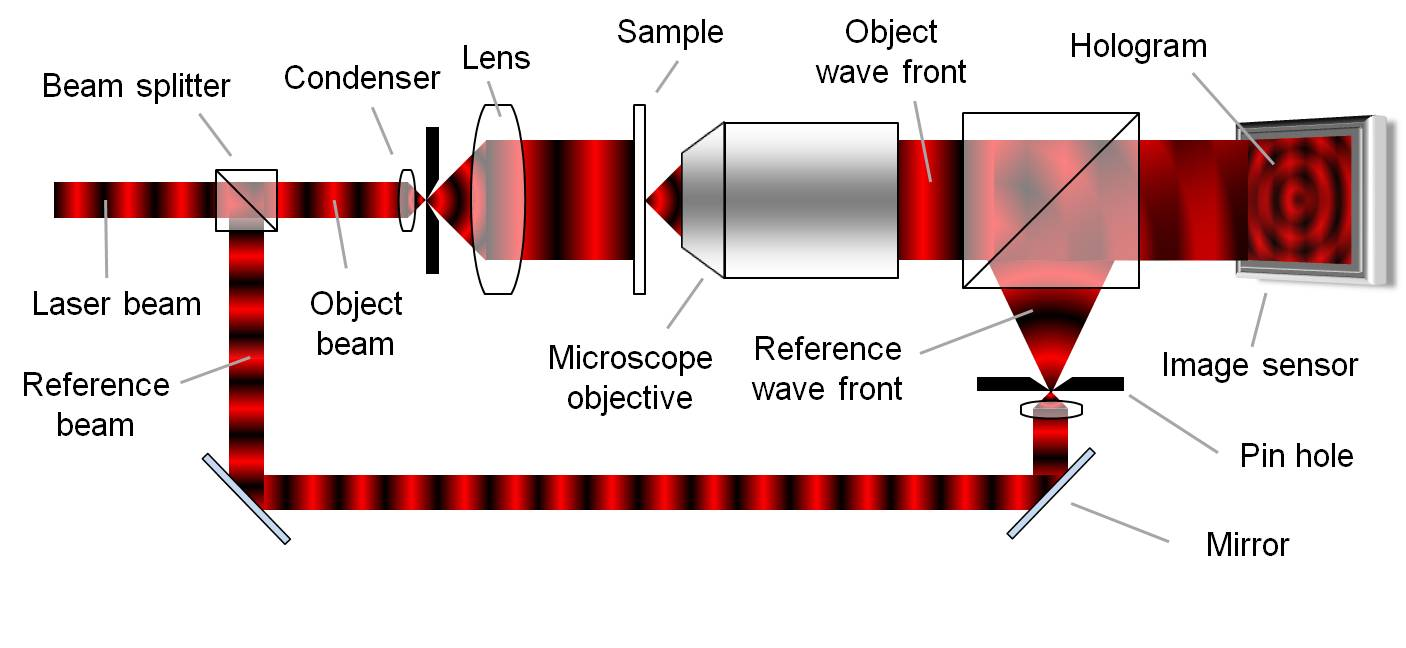
Schéma transmisního digitálního holografického mikroskopu.

### Digitální holografická mikroskopie
Pro vytvoření hologramu se jako zdroj koherentního světla nejčastěji používá laser. Laserový paprsek je děličem paprsků rozdělen na osvětlovací a referenční paprsek. Osvětlovací paprsek prochází kondenzorem a dopadá na vzorek.
Při transmisní digitální holografické mikroskopii osvětlovací paprsek vzorkem prochází a vzniká předmětový paprsek.
V případě reflexní digitální holografické mikroskopie se osvětlovací paprsek od vzorku odráží za vzniku předmětového paprsku.
V obou situacích předmětový paprsek nese informaci o vzorku. Předmětový paprsek je zachycen objektivem. Dělič paprsků opět spojí předmětový a referenční paprsky, které díky tomu mohou interferovat a tvořit hologram, jenž je zaznamenáván kamerou za vzniku digitálního hologramu. Pomocí počítačového softwaru je z digitálního hologramu rekonstruován obraz vzorku.

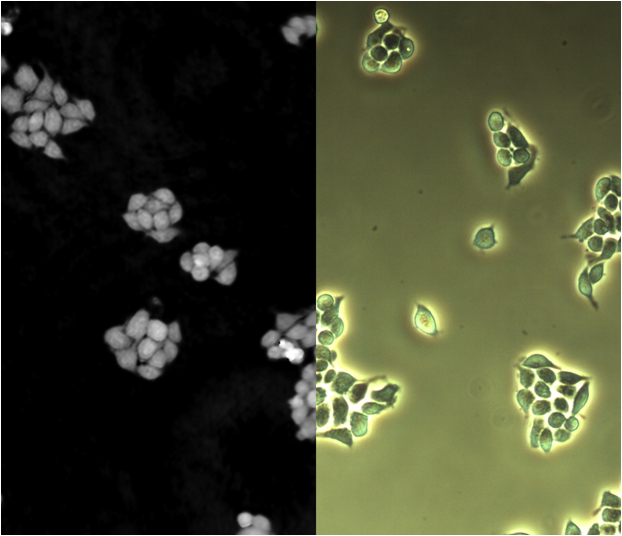
Srovnání digitální holografické mikroskopie (vlevo) a mikroskopie s fázovým kontrastem (vpravo).

Rozlišení digitální holografické mikroskopie se shoduje s rozlišením klasické světelné mikroskopie a stejně tak je limitována numerickou aperturou. Oproti klasické světelné mikroskopii však poskytuje lepší osové rozlišení, a to přibližně 5 nm.

### Kvantitativní fázové zobrazování
Digitální holografická mikroskopie využívá kvantitativní fázové zobrazování. Při průchodu světelné vlny vzorkem s proměnlivým indexem lomu či o proměnlivé tloušťce dochází ke změně fázové distribuce vlny. Tato fázová změna je detekována a poskytuje informace o analyzovaném vzorku.

## Aplikace

### Buněčná biologie

Apoptóza

Největší uplatnění digitální holografická mikroskopie našla v buněčné biologii. Umožňuje totiž neinvazivní vizualizaci a kvantifikaci neznačených (tzv. label-free) živých buněk, a to suspenzních i adherentních.
Možné aplikace:
- buněčná morfologie
- vizualizace subcelulárních struktur a organel

Samoopravný polymer.

- buněčná diferenciace
- buněčný cyklus
- buněčná smrt
- buněčná migrace
- extracelulární matrix
- viabilita a proliferace buněk
- toxicita léčiv a biomateriálů
- buněčné interakce
- interakce hostitel-patogen
- cytometrie
- a další.[2][17]

### Mapování povrchů
Pomocí digitální holografické mikroskopie lze detekovat mikrostruktury povrchů v nanoměřítku. Navíc umožňuje snímání celého zorného pole najednou bez nutnosti skenování. Díky tomu lze sledovat dynamické změny v topografii studovaných povrchů.

### MEMS
Digitální holografická mikroskopie je užitečná pro charakterizaci MEMS (Micro Electro Mechanical Systems).

## Výhody

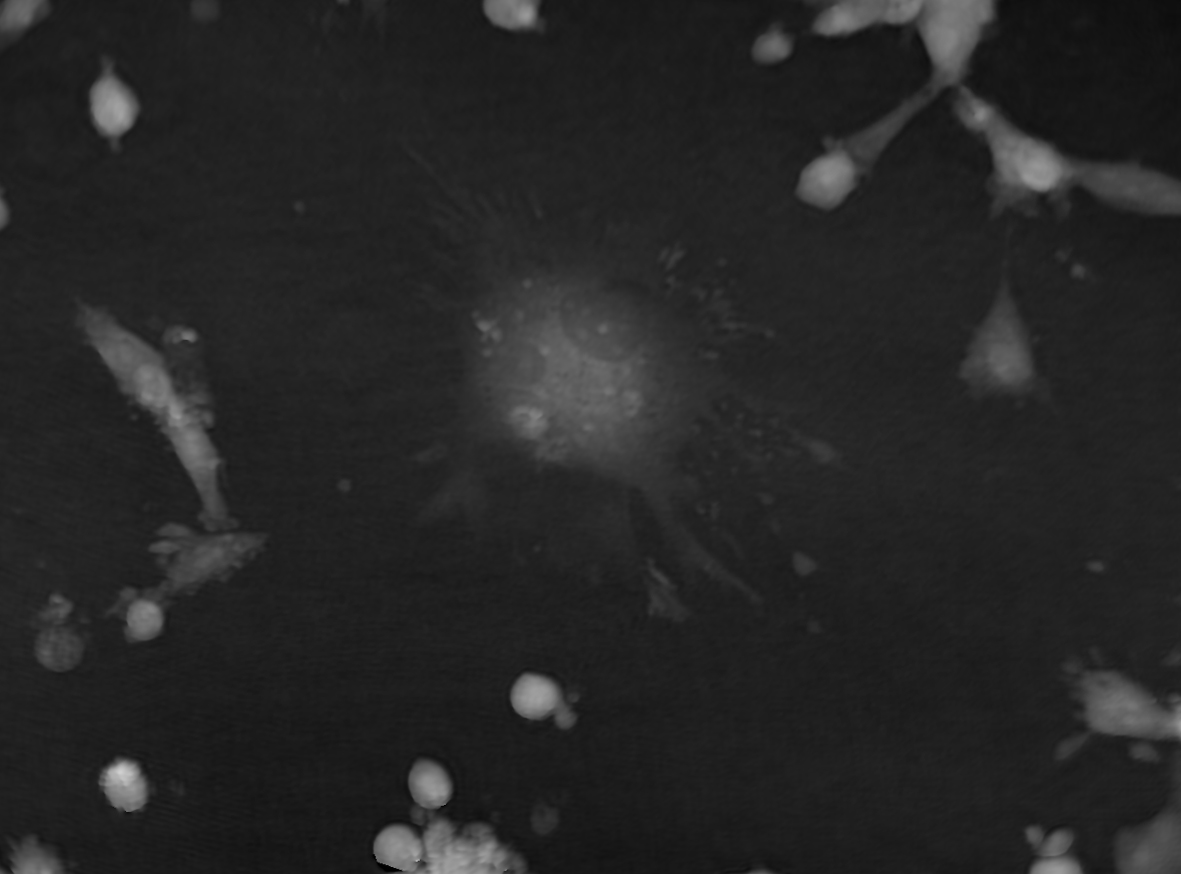
Kvantitativní fázový obraz buněk.

Mezi hlavní výhody digitální holografické mikroskopie patří:
- vizualizace neznačených (tzv. label-free) transparentních buněk
- nízká fototoxicita
- minimum obrazových artefaktů

- možné kombinace s dalšími zobrazovacími technikami, např. fluorescence, DIC (diferenciální interferenční kontrast), bright field (mikroskopie ve světlém poli)
- a další.[2][16]

## Zajímavosti
Unikátní digitální holografický mikroskop, který jako zdroj světla nevyužívá laser, byl vynalezen profesorem Radimem Chmelíkem a jeho týmem z Fakulty strojního inženýrství VUT v Brně. Profesor Radim Chmelík za tento objev v roce 2016 obdržel cenu Česká hlava. Komerční verze mikroskopu je nabízena společností Telight pod názvem Q-Phase.